# マイケル・ブラウン (サッカー選手)
マイケル・ロバート・ブラウン（Michael Robert Brown, 1977年1月25日 - ）は、イングランド出身の元サッカー選手。ポジションは守備的ミッドフィルダー。非常に激しいプレスを行う。

## 経歴
マンチェスター・シティのアカデミー出身でキャプテンを務めていた。
ブラウンがこれまで試みてきた相手選手へのタックルは度々メディアで論争となっていて、プレミアリーグの異なる3つのクラブでレッドカードを受けた選手としても知られる。
シェフィールド・ユナイテッド時代はトップ下なども経験したが、スパーズに移籍してからディフェンシブハーフ専任となる。
かつて所属したリーズ・ユナイテッドのファンからは、チーム・オブ・マイケル・ブラウンと呼ばれる長いチャントが歌われ、人気を確立した。
2011年7月、リーズ・ユナイテッドへ完全移籍。リーズでは３年間を過ごし66試合に出場。13-14シーズンの最終節で、クラブのメディアを通じリーズでの契約延長を希望する発言をしたが、新オーナーのマッシモ・チェリーノからよい返事は得られず、契約の切れる夏を待って退団。2014年7月、ポート・ヴェイルへ移籍。コーチ兼任の１年契約となった。

## 特徴
ラフ気味な守備を相手チームファンより嫌悪されているが、イングランド人好みな体の強さを兼ね備えた守備的ミッドフィルダーである事、愛嬌と冷徹さを備えたキャラクターから、所属チームのファンからのみ強く支持されている。
- キャリアを通じて137枚のイエローカード、7枚のレッドカードを受けている。評判から過敏に取られたファールもあれば、言い訳の立たないラフプレーも多く含まれる。
- FAカップ・アーセナル対リーズの試合前のウォームアップ中、ESPNの番組でコメントを発しようとしたマーティン・キーオンの顔にボールを命中させた。だが、実際はキーオンの隣に居たロビー・サヴェージを狙っていたとも言われている[1]。
- マンチェスターシティでのデビューとなった1994-1995シーズンのQPR戦に交代出場したが、わずか10分で退場した。